# 大卡特拉布格河
大卡特拉布格河（烏克蘭語：Великий Катлабуг），是烏克蘭的河流，位於該國西南部，發源自新特羅亞尼東北面，流經敖德薩州，河道全長48公里，流域面積534平方公里。